# Товсте (Чортківський район)

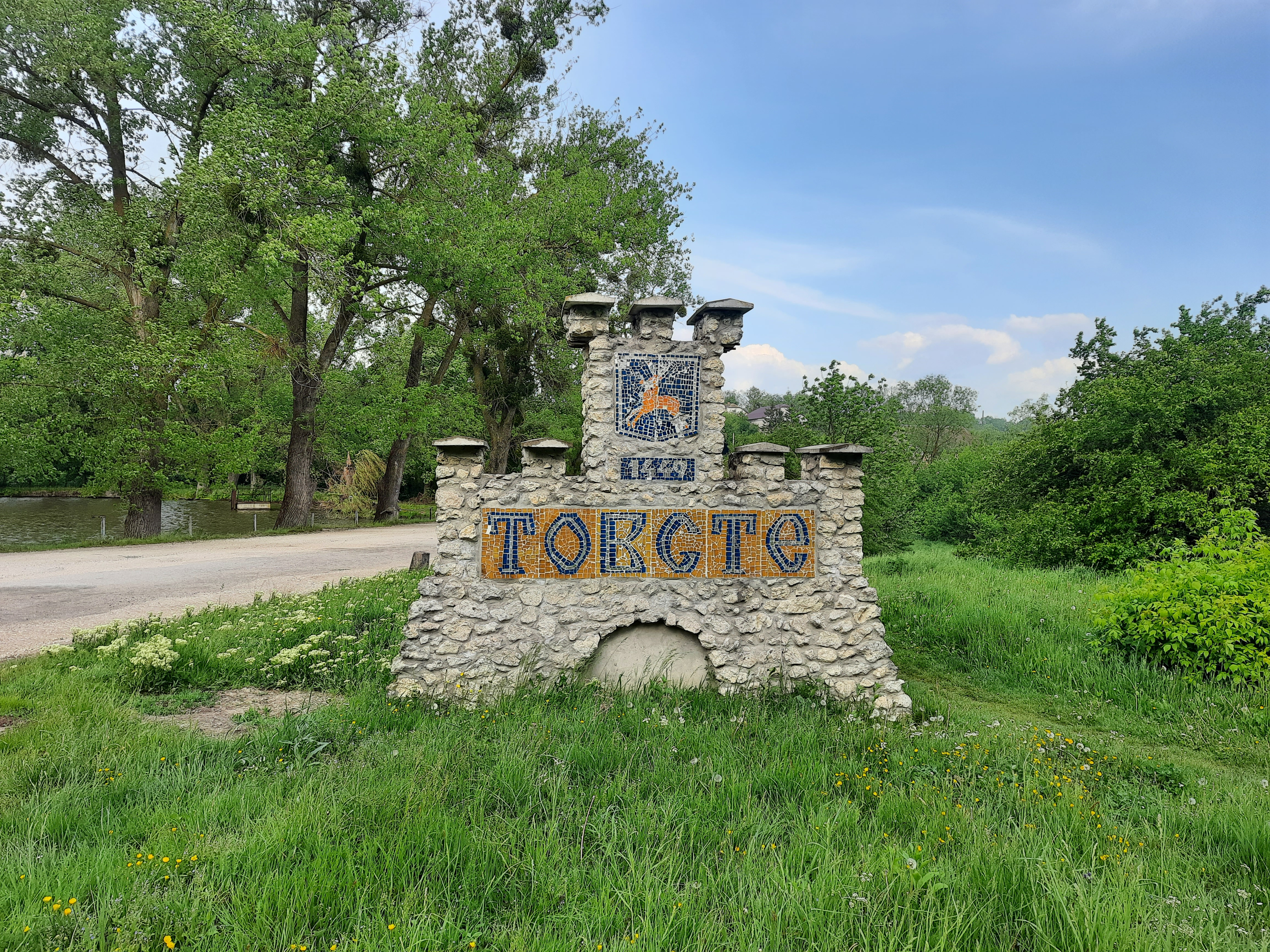
В'їзд у село

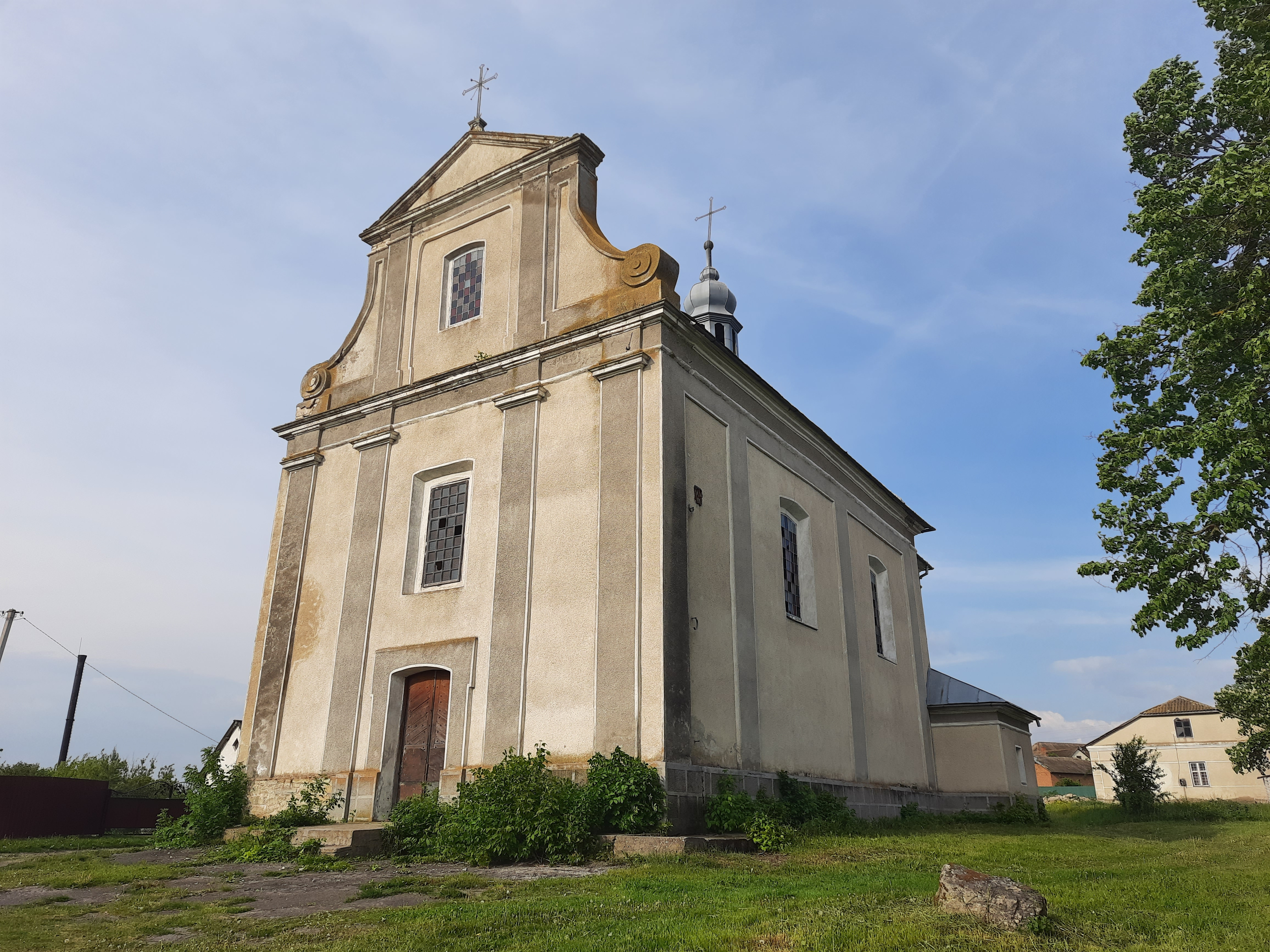
Костел (близько 1720р)

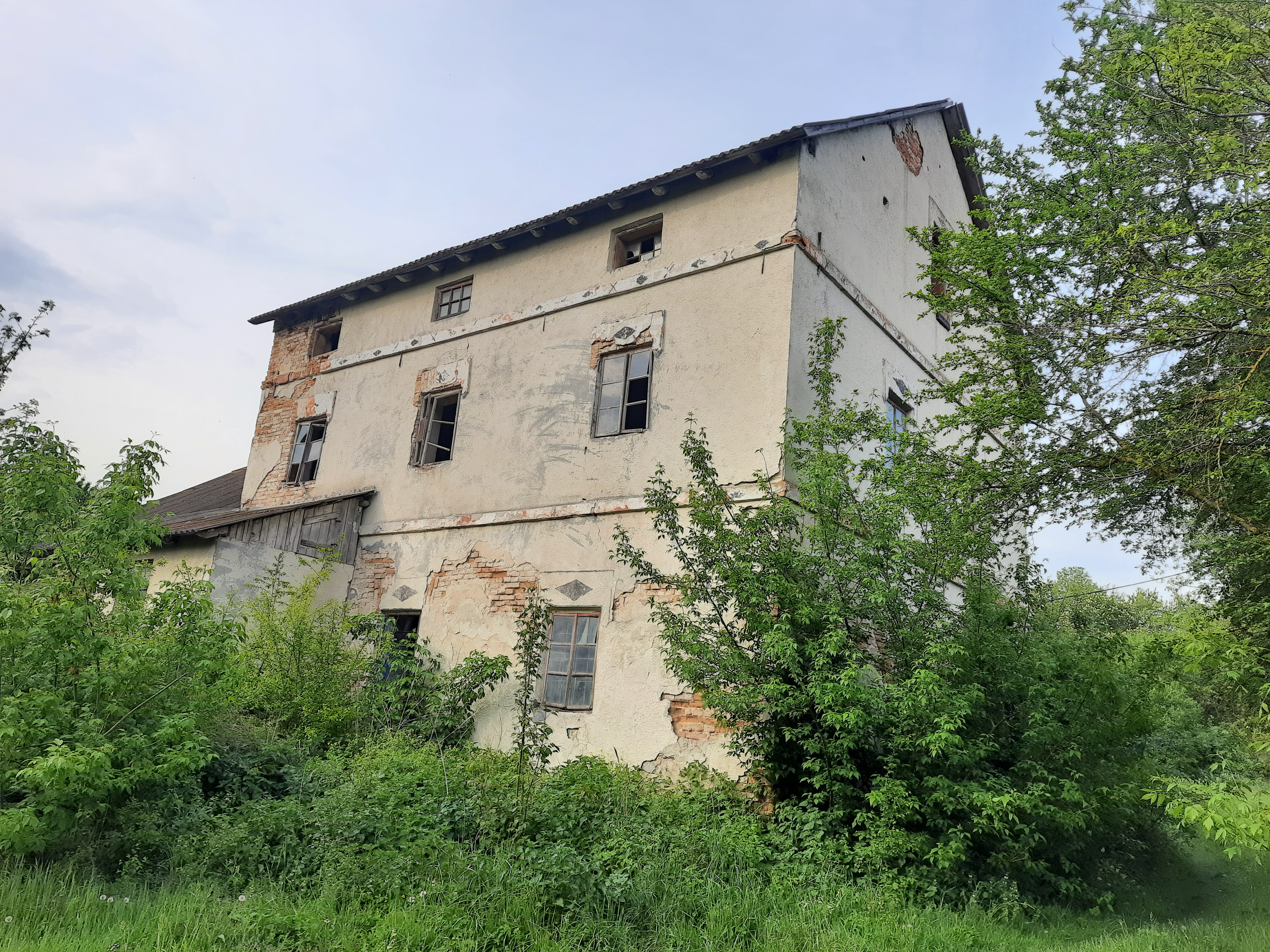
Старий млин

То́всте — село в Україні, у Гримайлівській селищній громаді Чортківського району Тернопільської області. До 2020 — центр сільради, якій було підпорядковане село Кут.
Населення — 528 осіб (2007).

## Назва
Що стосується назви села, то старі жителі поселення розказують таку легенду: «У давнину на місці майбутнього Товстого ріс густий прадавній ліс. Відрізнявся цей ліс від інших тим, що дерева мали надзвичайно товстий стовбур. Коли тут почали селитися люди, почали вирубувати той ліс, ця особливість дерев згодом послужила за назву поселення». 

## Географія
Село Товсте знаходиться на березі річки Гнила, на сході району. Вище за течією на відстані 1,5 км розташоване село Білинівка, нижче за течією на відстані 1,5 км розташоване село Новосілка, на протилежному березі - село Кут. Через село проходить автомобільна дорога Т 2002.

## Історія
Поблизу села виявлено археологічні пам'ятки доби неоліту-енеоліту.
Легенди переповідають, що ще за княжих давньоруських часів тут селились люди (начебто була згадка у товстянських Церковних хроніках про те, що у 1242 році татари спалили Сатанів та Товсте). 
Перша письмова згадка про Товсте датована 1449 роком. Невдовзі по тому село перетворилося на містечко, а у 1469 році отримало магдебурзьке право, підтверджене потім у 1720 році. У різні часи тут проживало від 1500 до 3500 жителів.
У 1825 році містечко — власність Леопольда Пельтенберґа. Його син Карл багато зробив для впорядкування містечка: звів нову ратушу, багато кам'яниць для урядовців, казарми для ескадрону мадярських гусарів, стайні для коней, що перевозили пошту, запросив ремісників.
У 1843 році розпочала працювати школа з викладанням німецькою мовою, яку згодом змінили на польську, а з 1861 року за сприяння місцевого греко-католицького пароха Антонія Здерковського окремо відкрилася початкова українська школа. В кінці XIX століття збудовано читальню «Просвіти».
У 1872 році маєток придбав Володислав Федорович. Шляхтич належав до Краєвої Комісії з розвитку ремесла в Східній Галичині і подбав про створення в містечку «Краєвої школи боднарсько-ковальсько-гончарської», що оживила дещо діяльність завмерлих уже ремісничих цехів. Федорович також домігся від уряду відкриття у Товстому пошти і телеграфу.
Внаслідок пожежі згоріли: 1903 — всі будинки на вул. Горішня (споруджено «фігура»), 1915 — частина села.
Діяли українські товариства «Просвіта», «Луг», «Сільський господар», «Союз українок», кооператива.
1 серпня 1934 року село увійшло до складу новоутвореної гміни Товсте (гміна).
12 червня 2020 року, відповідно до розпорядження Кабінету Міністрів України № 724-р «Про визначення адміністративних центрів та затвердження територій територіальних громад Тернопільської області» увійшло до складу Гримайлівської селищної громади.
19 липня 2020 року, в результаті адміністративно-територіальної реформи та ліквідації Гусятинського району, село увійшло до складу новоутвореного Чортківського району.

## Герб
На блакитному тлі зображено оленя - символ мисливства. Символічно: в давні часи ліси навколо міста були надзвичайно багаті дичиною, яка не лише годувала, а ще й одягала у хутро. 

## Релігія
- церква Собору Святого Іоана Хрестителя (1770, мурована, ПЦУ);
- костел (близько 1720, збудований коштом Адама-Миколи Сєнявського)[4].

## Пам'ятки
Є «фігура» на пам'ять про односельців, які загинули під час Першої світової війни.
На місцевому цвинтарі збереглася братська могили УСС, вояків УПА, воїнів ЧА.
Споруджено пам'ятники М. Шашкевичу (1911), воїнам-односельцям, полеглим у німецько-радянській війні (1967), Тарасу Шевченку (1992), на честь скасування панщини (реставровано 1989), насипано символічну могилу Борцям за волю України (1991).

## Соціальна сфера
Працюють ЗОШ 1—3 ступенів, клуб, бібліотека, ФАП, відділення зв'язку, торгові заклади.

## Населення

### Мовні особливості
Село розташоване на території наддністрянського (опільського) говору. До «Наддністрянського реґіонального словника» внесено такі слова та фразеологізми, вживані у Товстому: а-ціба («уживають, щоб відігнати собаку»), баба («сорт великої білої квасолі»), бараболя («картопля»), баран («нижній сніп у копі»), бевз («бузок»), біґа («кайло, кирка»), біда («двоколісний візок»), білавка («сорт білих черешень»), бузьок («лелека»), верета («домоткане простирало; рядно»), воживо («опік»), вомаста («топлений жир»), вопівніч («північ»), вуграк («вугор на обличчі»), гладушка («глечик»), головка («маточина; середня частина колеса»), жвачка («жуйка»), жигавка («кропива»), зазулька («сонечка»), залим («пропущене або погано оброблене місце під час оранки; огріх»), змоцок («молотник»), інощо («тільки що»), калябуха («калюжа»), каня («шуліка»), кацабайка («куфайка»), куць-ко («уживають, щоб підкликати свиней»), маґільниця («рубель»), нетріб («нікчеман людина; непотріб»), оболоні («луг, пасовище (перев. над річкою»), отіцічко («дуже мало»), півриза («Міра площі поля, що дорівнює 2 моргам»), підрі («Настил над хлівом чи стайнею»), пірнак («напірник для подушки чи перини»), помісниця («нижня дошка воза»), прайник («дерев'яний валок, яким вибивають білизну під час прання»), прачка («місце, де на річці перуть білизну»), репцюх («торба, у якій дорогою коням дають сіно»), розгін («спосіб оранки з борозною посередині»), сниці («деталь у передній частині воза»), сутичі («прохід між будинками; місце, де межують два господарства»), твар («обличчя»), теребити («жадібно їсти»), терно («терен»), торбей («жебрак»), тра, траба («треба, потрібно»), трачка («пилка для різання дров»), трощи («зарості над річкою, кущі, лози»), трумбло («труна»), ціпилно («держак ціпа»), чупер («чуприна»), юрко («коротка палка, якою в'яжуть снопи»).

### Мова
Розподіл населення за рідною мовою за даними перепису 2001 року:
| Мова       | Кількість | Відсоток |
| ---------- | --------- | -------- |
| українська | 546       | 99.82%   |
| російська  | 1         | 0.18%    |
| Усього     | 547       | 100%     |

## Відомі люди

### Народилися
- Василь Бардачевський — митець-керамік
- Францішек Городиський — художник
- Іван Фостаківський — льотчик авіації УГА, сотник
- Генрик Біґеляйзен — польський літературознавець
- Ян Семкович — архітектор
- Степан Швак — поет, громадський діяч
- Володимир Швак (27 червня 1898 — 29 вересня 1972 року в с. Кут Гусятинського району) — літератор, учасник визвольних змагань, стрілецький поет-пісняр. Навчався у Товстенківській школі. Працював службовцем. Його син Степан пішов по літературних стопах батька[6].
- Перешлюга Дмитро Петрович — регіональний діяч ОУН

### Перебували
- Письменники, громадські діячі Іван Франко, Маркіян Шашкевич
- Письменник Денис Лукіянович
- Поет, громадський діяч Андрій Малишко

### Проживали
- Михайло Рожко — український вчений, краєзнавець, кастеолог, дослідник Тустані.